# Castelletto d’Orba
Castelletto d’Orba (piemontiul: Castlèt d'Òrba) település Olaszországban, Piemont régióban, Alessandria megyében. Lakosainak száma 1805 fő (2023. január 1.). Castelletto d’Orba Capriata d’Orba, Lerma, Montaldeo, San Cristoforo és Silvano d’Orba községekkel határos.

## Népesség
A település lakossága az elmúlt években az alábbi módon változott:
| Lakosok száma | 2006 | 1957 | 1805 |
|               | 2017 | 2018 | 2023 |